# Zgornje Palovče
Zgornje Palovče este o localitate din comuna Kamnik, Slovenia, cu o populație de 32 de locuitori.